# Concerto per la mano sinistra
Il concerto per pianoforte e orchestra per la mano sinistra in re maggiore (Concerto pour la main gauche en ré majeur) fu composto da Maurice Ravel tra il 1929 e il 1930, contemporaneamente al suo Concerto per pianoforte in sol maggiore, dietro una commissione del pianista austriaco Paul Wittgenstein - fratello del filosofo Ludwig Wittgenstein - che perse il braccio destro prendendo parte diretta alla prima guerra mondiale. Wittgenstein stesso ne eseguì la prima con Robert Heger alla direzione della Orchestra Sinfonica di Vienna il 5 gennaio del 1932. Prima di scrivere questo concerto, Ravel intraprese entusiasticamente lo studio degli études di Camille Saint-Saëns per la mano sinistra.

## Struttura
Secondo il Daily Telegraph (11 luglio 1931 p. 364), Ravel parlava di un unico movimento per questo Concerto, mentre secondo Le Journal (14 gennaio 1933, p. 328) lo divideva in due movimenti uniti tra loro. Secondo Marie-Noelle Masson, il pezzo presenta una struttura tripartita Lento-Veloce-Lento, al posto del canonico Veloce-Lento-Veloce. In ogni caso, qualunque sia la struttura interna, nei 18-19 minuti circa che l'esecuzione del pezzo richiede, vi sono diverse sezioni di tempo e tonalità senza pause tra di loro.
Il concerto inizia con dei contrabbassi che arpeggiano leggermente un'armonia piuttosto ambigua (Mi-La-Re-Sol), andando in ogni caso a formare più in là una massiccia forma strutturale. Tra l'altro, le quattro corde dei contrabbassi sono suonate "a vuoto" (per gli armonici), dando l'impressione che l'orchestra si stia ancora accordando. Come da tradizione, il tema è presentato dapprima dall'orchestra, e solo in seguito ripetuto dal pianoforte. Non altrettanto tradizionale è la cadenza che introduce il solista e prefigura immediatamente la grande apertura strutturale e contenutistica che egli andrà ad eseguire. Questa sezione include sia il tema A che il B, con una lieve evidenziazione del secondo; per tutto il pezzo poi, Ravel crea volontariamente una sorta di ambiguità fra i tempi, divisi alternativamente (e a volte anche simultaneamente) in tempi binari e ternari.

## Organico
- legni: ottavino, 2 flauti, 2 oboi, corno inglese, clarinetto piccolo in mi♭, 2 clarinetti in la, clarinetto basso in la, 2 fagotti, controfagotto;
- ottoni: 4 corni, 3 trombe, 3 tromboni, tuba;
- percussioni: timpani, triangolo, tamburo, piatti, grancassa, woodblock, tam-tam;
- arpa e archi.

## Particolarità del pezzo
I tratti di affinità con il Jazz, genere di cui Ravel si innamorò nel suo viaggio negli Stati Uniti, misero in difficoltà Wittgenstein, che non conosceva questo tipo di musica. La sua interpretazione, alla prima assoluta, fu lontana dalle intenzioni dell'autore.
Esistono anche altri concerti per la mano sinistra, ad esempio la Klaviermusik mit Orchester di Paul Hindemith e altri pezzi di Benjamin Britten, Erich Wolfgang Korngold, Franz Schmidt e Sergei Prokofiev, molti dei quali scritti per lo stesso Wittgenstein.

## Uso nei media
Nel telefilm M*A*S*H  (episodio "Morale Victory") Charles Winchester aiuta un giovane soldato pianista (interpretato da James Stephens), che ha perso l'uso della mano destra, donandogli lo spartito di questo concerto, e facendogli riacquistare la speranza di rimanere un musicista.